# Kenda Kenda
 (janvier 2025).
La mise en forme du texte ne suit pas les recommandations de Wikipédia : il faut le « wikifier ».
Les points d'amélioration suivants sont les cas les plus fréquents. Le détail des points à revoir est peut-être précisé sur la page de discussion.
- Les titres sont pré-formatés par le logiciel. Ils ne sont ni en capitales, ni en gras.
- Le texte ne doit pas être écrit en capitales (les noms de famille non plus), ni en gras, ni en italique, ni en « petit »…
- Le gras n'est utilisé que pour surligner le titre de l'article dans l'introduction, une seule fois.
- L'italique est rarement utilisé : mots en langue étrangère, titres d'œuvres, noms de bateaux, etc.
- Les citations ne sont pas en italique mais en corps de texte normal. Elles sont entourées par des guillemets français : « et ».
- Les listes à puces sont à éviter, des paragraphes rédigés étant largement préférés. Les tableaux sont à réserver à la présentation de données structurées (résultats, etc.).
- Les appels de note de bas de page (petits chiffres en exposant, introduits par l'outil «  Source ») sont à placer entre la fin de phrase et le point final[comme ça].
- Les liens internes (vers d'autres articles de Wikipédia) sont à choisir avec parcimonie. Créez des liens vers des articles approfondissant le sujet. Les termes génériques sans rapport avec le sujet sont à éviter, ainsi que les répétitions de liens vers un même terme.
- Les liens externes sont à placer uniquement dans une section « Liens externes », à la fin de l'article. Ces liens sont à choisir avec parcimonie suivant les règles définies. Si un lien sert de source à l'article, son insertion dans le texte est à faire par les notes de bas de page.
- La présentation des références doit suivre les conventions bibliographiques. Il est recommandé d'utiliser les modèles {{Ouvrage}}, {{Chapitre}}, {{Article}}, {{Lien web}} et/ou {{Bibliographie}}. Le mode d'édition visuel peut mettre en forme automatiquement les références.
- Insérer une infobox (cadre d'informations à droite) n'est pas obligatoire pour parachever la mise en page.

Pour une aide détaillée, merci de consulter Aide:Wikification.
Si vous pensez que ces points ont été résolus, vous pouvez retirer ce bandeau et améliorer la mise en forme d'un autre article.
Kenda Kenda est une femme politique de la République démocratique du Congo, fondatrice du PPEC.

## Biographie

### Carrière politique
Kenda Kenda est élue en 2012 député national de la circonstruction de Lukunga, dans la ville province de Kinshasa, comme candidat du Mouvement Social pour le Renouveau (MSR).
En novembre 2018, Jolie Kenda quitte officiellement le Mouvement Social pour le Renouveau fondé par Pierre Lumbi pour soutenir le candidat du Front commun pour le Congo (FCC), Emmanuel Shadary. A l’occasion d’une cérémonie à Matonge, commune Kalamu, elle a lancée une plateforme baptisée « Alliance Joseph Kabila et Ramazani Shadary pour le Développement ». L'année suivante, Jolie lance son propre parti politique, le Parti du peuple congolais, avril Dans une correspondance adressée au groupe politique AA/A, en date du 23 février 2019, Jolie Kenda a annoncé son retrait de la campagne sénatoriale pour des raisons de la commodite personnelle